# Astroblepus sabalo
Astroblepus sabalo är en fiskart som först beskrevs av Valenciennes, 1840.  Astroblepus sabalo ingår i släktet Astroblepus och familjen Astroblepidae. Inga underarter finns listade.

## Bildgalleri

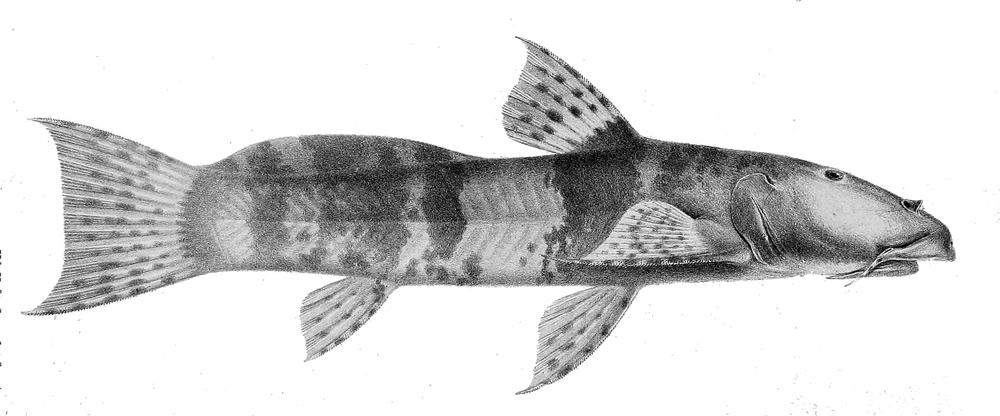